# فردریک لنه
فردریک لنه (انگلیسی: Fredric Lehne؛ زادهٔ ۳ فوریهٔ ۱۹۵۹) هنرپیشه اهل ایالات متحده آمریکا است.

## گزیده فیلمشناسی
از فیلم‌ها یا برنامه‌های تلویزیونی که وی در آن نقش داشته‌است می‌توان به آثار زیر اشاره کرد.
- حضور (فیلم) (۱۹۷۹)
- مردم معمولی (۱۹۸۰)
- روباه (۱۹۸۰)
- هواپیمای محکومین (۱۹۹۷)
- مردان سیاه‌پوش (۱۹۹۷)
- حمله هوایی (۲۰۰۲)
- شوالیه تاریکی برمی‌خیزد (۲۰۱۲)
- سی دقیقه پس از نیمه‌شب (۲۰۱۲)
- دونده (فیلم ۲۰۱۵) (۲۰۱۵)
- تلولا (فیلم) (۲۰۱۶)
- شکافته (فیلم ۲۰۱۶) (۲۰۱۶)
- برترین شومن (۲۰۱۷)
- میهن (مجموعه تلویزیونی) (۲۰۱۷)
- انتقام (مجموعه تلویزیونی) (۲۰۱۴)
- پر شده (۲۰۱۳)
- امپراتوری بوردواک (۲۰۱۳)
- داستان ترسناک آمریکایی: تیمارستان (۲۰۱۲)
- کسل (مجموعه تلویزیونی) (۲۰۱۱)
- عشق بزرگ (۲۰۱۱)
- موجه (مجموعه تلویزیونی) (۲۰۱۰)
- منتالیست (۲۰۰۹)
- به من دروغ بگو (۲۰۰۹)
- ذهن‌های مجرم (۲۰۰۸)
- سوپرنچرال (۲۰۰۶ تا ۲۰۱۰)
- استخوان‌ها (مجموعه تلویزیونی) (۲۰۰۶)
- دنیای مالکوم (۲۰۰۵)
- سی‌اس‌آی: نیویورک (۲۰۰۵)
- لاست (۲۰۰۴ تا ۲۰۱۰)
- ان‌سی‌آی‌اس (۲۰۰۴)
- فایرفلای (مجموعه تلویزیونی) (۲۰۰۳)
- سی‌اس‌آی (۲۰۰۱ تا ۲۰۰۹)
- معبر وحشت (۲۰۰۰)
- پرونده‌های ایکس (۱۹۹۸ تا ۱۹۹۹)
- بخش فوریت‌های پزشکی (مجموعه تلویزیونی) (۱۹۹۷)
- دالاس (مجموعه تلویزیونی ۱۹۷۸) (۱۹۸۴ تا ۱۹۸۵)